# Miniopterus magnater
Miniopterus magnater es una especie de murciélago de la familia Vespertilionidae.

## Distribución geográfica
Se encuentra en Papúa Nueva Guinea, Indonesia Malasia,  Tailandia Birmania, Camboya Laos y Vietnam